# Everwild
Everwild — отменённая компьютерная игра, в жанре action-adventure. Разработка игры велась британской компанией Rare, издателем долнжна была выступить Xbox Game Studios. Игру планировалось выпустить в 2023—2024 годах для Windows и Xbox Series X/S.

## Игровой процесс
Everwild — приключенческая игра от третьего лица с элементами симулятора бога.

## Разработка
Rare приступила к созданию экспериментальных прототипов игры в 2014 году. В 2019 году на презентации Xbox X019 разработчики анонсировали приключенческую AAA-игру Everwild. В 2021 году к проекту в качестве ведущего дизайнера присоединился Гэри Нэппер, который ранее возглавлял разработку Alien: Isolation. Примерно в это же время, по сообщениям игровых журналистов, разработка Everwild была перезапущена. На интернет-трансляции в июне 2021 года Джефф Грабб заявил, что Elderwild «далека от завершения», а выпуск «в настоящее время запланирован на 2023 или 2024 год».